# Centipeda periodontii
La  Centipeda periodontii  è una specie di batterio appartenente alla famiglia delle Acidaminococcaceae.